# Concili de Tolosa del 829
El concili de Tolosa del 829 fou una reunió eclesiàstica de bisbes a l'Imperi Carolingi.
A finals del 828 es va celebrar a Aquisgrà una dieta o assemblea on els nobles partidaris de Lotari I, encapçalats per Vala de Corbie, ministre i conseller de Lluís el Pietós, van convèncer l'emperador que, donats els abusos al govern de l'estat i a les esglésies, calia una reforma; el mateix Lluís es va considerar culpable dels abusos per omissió. Per remeiar la situació va fer redactar diverses capitulars, va enviar diversos missi (comissaris) a les províncies amb orde de reformar la policia i el govern, i pel restabliment de la disciplina eclesiàstica va ordenar que el 829 se celebressin en quatre poblacions diferents de l'imperi, concilis als que havien d'assistir tots els bisbes del regne. Aquestos concilis van tenir lloc a París, Lió, Magúncia i Tolosa.
A Tolosa la reunió fou presidida pels arquebisbes provincials que hi van assistir: Notó d'Arle, Bartomeu de Narbona (successor recent de Nebridi), Aigulf de Bourges i Adalelm que podria ser de Bordeus o Eauze i Aigulf, dels que no s'assenyala la seu però els tres primers són coneguts per altres referències. Les actes del concili s'han perdut i dels quatre concilis fets al mateix temps es conserven les actes del de París.